# Call the Midwife
Call the Midwife, ou SOS sages-femmes au Québec et en Belgique, est une série télévisée britannique adaptée par Heidi Thomas d’après un livre de Jennifer Worth et diffusée depuis le 15 janvier 2012 sur BBC One.
Au Québec, la série est diffusée depuis le 8 janvier 2013 à Télé-Québec.
En France, la saison 1 est diffusée sur D8 à partir du 14 février 2014, la saison 2 sur D17 à partir du 7 juin 2015. La série est aussi rediffusée à partir du 26 septembre 2016 en semaine sur Numéro 23. La série est diffusée le week-end en prime-time sur la chaîne Chérie 25 depuis l’été 2021.
En Belgique, la série est diffusée sur La Une à partir du 23 avril 2020 jusqu'au 29 mai 2020 de la saison 1 à la saison 6 en VF. Après avoir rediffusé en VF les saisons 1 à 6 de novembre à décembre 2021 sur La Une, la RTBF diffuse jusqu'au 21 juin 2022, les épisodes des saisons 7 à 9 en VO avec sous-titres français sur sa plateforme internet Auvio.
Cette série est adaptée du best-seller Call the Midwife (2002), un livre autobiographique de Jennifer Worth (1935-2011) publié en France sous le titre Appelez la sage-femme.

## Synopsis
La série suit les aventures d'une jeune sage-femme, Jenny Lee, dont l'un des premiers postes est dans le couvent anglican de Saint-Nonnatus, au cœur de Poplar, un quartier déshérité dans l'East End de Londres. L'action se déroule dans les années 1950 et 1960. Jenny Lee se retrouve face à une pauvreté qu’elle n'imaginait pas, dans des situations qui parfois la dépassent, mais avec toujours une ou plusieurs naissances au bout du compte. Avec elle travaillent un médecin et six autres sages-femmes, dont certaines sont religieuses.

## Distribution

### Acteurs principaux
- Vanessa Redgrave (VFB : Stéphane Excoffier) : Jenny, âgée (voix narratrice)
- Helen George (en) (VFB : Sophie Landresse) : Trixie Franklin
- Jenny Agutter (VFB : Fabienne Loriaux) : Sœur Julienne
- Judy Parfitt (VFB : Myriam Thyrion) : Sœur Monica Joan
- Laura Main (en) (VFB : Micheline Tziamalis) : Sœur Bernadette/Shelagh Turner
- Stephen McGann (en) (VFB : Olivier Cuvelier) : Dr Patrick Turner
- Linda Bassett (VFB : Nicole Shirer) : Phyllis Crane (depuis saison 4)
- Jennifer Kirby (en) (VF : Maia Baran) Valerie Dyer (depuis saison 6)
- Leonie Elliott (en)  : Lucille Anderson (depuis saison 7)
- Fenella Woolgar  : Sœur Hilda (depuis saison 8)
- Ella Bruccoleri  : Sœur Frances (depuis saison 8)
- Max Macmillan (VFB : Hugo Gonzales)	Timothy Turner

### Anciens acteurs principaux
- Jessica Raine (VFB : Mélanie Dermont) : Jenny Lee (saisons 1-3)
- Miranda Hart (VFB : Marcha Van Boven) : Chummy Browne (Camilla Fortescue-Cholmondeley-Browne) (saisons 1-4)
- Bryony Hannah (en) (VFB : Cécile Florin) : Cynthia Miller/Sœur Mary Cynthia (saisons 1-6)
- Pam Ferris (VF : Nathalie Hons) : Sœur Evangelina (saisons 1-5)
- Dorothy Atkinson (en) : Jane Sutton (saison 2)
- Emerald Fennell (VFB : Nathalie Hugo) : « Patsy » Mount (saisons 3-6)
- Victoria Yeates (VFB : Helena Coppejans) : Sœur Winifred (saisons 3-8)
- Charlotte Ritchie (VFB : Delphine Chauvier) : Barbara Gilbert/Barbara Hereward (saisons 4-7)
- Kate Lamb (en) (VFB : Élisabeth Guinand) : Delia Busby (saisons 4-6)
- Harriet Walter : Sœur Ursula (saison 6)

### Acteurs récurrents
- George Rainsford (en) (VFB : Frédérik Haugness) : Jimmy
- Amy McAllister (en) (VFB : Fanny Roy) : Mary (S1E02 & S1E04)
- Cliff Parisi (en) (VFB : Benoît Van Dorslaer) : Fred
- Ben Caplan (VFB : Tony Beck) : Agent de police Peter Noakes
- Jack Ashton (en) (VFB : Sébastien Hébrant) : Revd Tom Hereward (saisons 4-7)
- Annabelle Apsion (VFB : Laurence César) : Violet Gee/Violet Buckle (depuis saison 4)
- Georgie Glen (en)  : Miss Higgins (depuis saison 8)
- Miriam Margolyes  : Mère Mildred (depuis saison 8)

#### Voix non attribuées
Récurrents multi-saisons
- Sophie Landresse (Saison 1)
- Benoît Van Dorslaer (Saison 1 sauf S1E04 ; S2E01 à S2E04)
- Olivier Cuvellier (Saison 1 sauf S1E04&E05 ; S2E01 à S2E04)
- Frederik Haúgness (S1E03 à S1E06 ; S2E01 à S2E04)
- Jacqueline Ghaye (S1E04 à S1E06 & S2E04)
- Francine Laffineuse (S1E04 à S1E06 & S2E04)
- Sébastien Hébrant (S1E04 à S1E06 & S3E01)
- Monia Douieb (S1E01 & S1E06 & S2E04)
- Laurence César (S1E02 & S3E01)
- Alexandre Crépet (S2E04 & S3E01)
- Maia Baran (S1E03 & S2E04) Rem: Mrs Lawson?
- Michel de Warzée (S1E03 & S2E04)  Rem: Jo Colette (S1E03)
- Michel Hinderyckx (S1E01 & S2E04)
- Nathalie Hugo (S1E02 & S2E04)
- David Manet (S1E04 & S2E04)

Saison 1
- Esther Aflalo (S1E04 à S1E06)
- Carol Baillien (S1E04 à S1E06)
- France Bastoen (S1E04 à S1E06)
- Erwin Grünspan (S1E04 à S1E06)
- Pascale Gruselle (S1E04 à S1E06)
- Jean-Paul Landresse (S1E04 à S1E06)
- Angélique Leleux (S1E04 à S1E06)
- Laetitia Liénart (S1E04 à S1E06)
- Antoni Lo Presti (S1E04 à S1E06)
- Olivier Prémel (S1E04 à S1E06)
- Aurélien Ringelheim (S1E04 à S1E06)
- Déborah Rouach (S1E04 à S1E06)
- Véronique Biefnot (S1E06)
- Rosalia Cuevas (S1E01 & S1E05)
- Bruno Georis (S1E01 & S1E06)
- Robert Guilmard (S1E03)  Rem: Mr Lawson?
- Valérie Muzzi (S1E04)
- Delphine Moriau (S1E01)
- Benadette Mouzon (S1E01)
- Carine Seront (S1E05)
- Manuela Servais (S1E06)
- Martin Spinhayer (S1E02) Rem : Père Jo ?
- Patrick Waleffe (S1E05)

Saison 2
- Michel Gervais (S2E01 à S2E03)
- Ethel Houbiers (S2E01 à S2E03)
- Jean-Michel Vovk (S2E01 à S2E03)
- Lionel Bourguet (S2E04)
- Patrick Descamps (S2E04)
- Audrey d'Hulstère (S2E04)
- Maxime Donnay (S2E04)
- Alice Ley (S2E04)
- Éléonore Meeus (S2E04)
- Mélissa Windael (S2E04)

Saison 3
- Léone François (S3E01)
- Elisabeth Guinand (S3E01)
- Brieuc Lemaire (S3E01)
- Valérie Lemaître (S3E01)

Version française
- Studio : Dame Blanche (Bruxelles) pour Nice Fellow
- D.A. : Rosalia Cuevas
- Adaptation : Claude et Rosine Worteman (S1E01, E02 & 06; S2E01 & E04), Valérie Denis (S1E03 à 5), Nathalie Xerri (S2E02 & 03), Fanny Gusciglio (S3E01)

Source : Cartons de doublage des épisodes

### Acteurs présents par saison
| Acteur                             | Personnage                              | Saison     | Saison     | Saison     | Saison     | Saison     | Saison     | Saison     | Saison     |
| Acteur                             | Personnage                              | 1          | 2          | 3          | 4          | 5          | 6          | 7          | 8          |
| ---------------------------------- | --------------------------------------- | ---------- | ---------- | ---------- | ---------- | ---------- | ---------- | ---------- | ---------- |
| Jessica Raine                      | Jennifer « Jenny » Lee                  | Principale | Principale | Principale |            |            |            |            |            |
| Jenny Agutter                      | Sœur Julienne                           | Principale | Principale | Principale | Principale | Principale | Principale | Principale | Principale |
| Pam Ferris                         | Sœur Evangelina                         | Principale | Principale | Principale | Principale | Récurrente |            |            |            |
| Judy Parfitt                       | Sœur Monica Joan                        | Principale | Principale | Principale | Principale | Principale | Principale | Principale | Principale |
| Helen George                       | Beatrix « Trixie » Franklin             | Principale | Principale | Principale | Principale | Principale | Principale | Principale | Principale |
| Bryony Hannah (en)                 | Cynthia Miller (puis Sœur Mary Cynthia) | Principale | Principale | Principale | Récurrente | Principale | Récurrente |            |            |
| Miranda Hart                       | Camilla « Chummy » Browne (puis Noakes) | Principale | Récurrente | Principale | Récurrente |            |            |            |            |
| Laura Main                         | Sœur Bernadette (puis Shelagh Turner)   | Principale | Principale | Principale | Principale | Principale | Principale | Principale | Principale |
| Stephen McGann                     | Dr Patrick Turner                       | Principal  | Principal  | Principal  | Principal  | Principal  | Principal  | Principal  | Principal  |
| Cliff Parisi                       | Frederick « Fred » Buckle               | Principal  | Principal  | Principal  | Principal  | Principal  | Principal  | Principal  | Principal  |
| Ben Caplan                         | Agent de police Peter Noakes            | Principal  | Récurrent  | Principal  | Récurrent  | Récurrent  | Récurrent  | Récurrent  |            |
| Max Macmillan                      | Timothy Turner                          | Récurrent  | Récurrent  | Principal  | Principal  | Principal  | Principal  | Principal  | Principal  |
| George Rainsford                   | James « Jimmy » Wilson                  | Récurrent  | Récurrent  |            |            |            |            |            |            |
| Cheryl Campbell                    | Demoiselle Browne                       | Récurrente |            | Invitée    |            |            |            |            |            |
| Dorothy Atkinson (VF : Maia Baran) | Jane Sutton                             |            | Récurrente |            |            |            |            |            |            |
| Leo Staar (en)                     | Alec Jesmond                            |            | Récurrent  | Récurrent  |            |            |            |            |            |
| Emerald Fennell                    | Patience « Patsy » Mount                |            | Récurrente | Principale | Principale | Principale | Récurrente |            |            |
| Victoria Yeates                    | Sœur Winifred                           |            |            | Principale | Principale | Principale | Principale | Principale |            |
| Jack Ashton                        | Révèrent Tom Hereward                   |            |            | Récurrent  | Principal  | Principal  | Principal  | Récurrent  |            |
| Charlotte Ritchie                  | Barbara Gilbert (puis Hereward)         |            |            |            | Principale | Principale | Principale | Récurrent  |            |
| Linda Bassett                      | Infirmière Phyllis Crane                |            |            |            | Principale | Principale | Principale | Principale | Principale |
| Annabelle Apsion                   | Violet Buckle (née Gee)                 |            |            |            | Récurrente | Récurrente | Récurrente | Récurrente | Récurrente |
| Kate Lamb                          | Delia Busby                             |            |            |            | Récurrente | Principale | Principale |            |            |
| Maxine Evans                       | Madame Busby                            |            |            |            | Invitée    | Invitée    |            |            |            |
| Jennifer Kirby                     | Valerie Dyer                            |            |            |            |            |            | Principale | Principale | Principale |
| Leonie Elliott                     | Lucille Anderson                        |            |            |            |            |            |            | Principale | Principale |
| Fenella Woolgar                    | Sœur Hilda                              |            |            |            |            |            |            |            | Principale |
| Ella Bruccoleri                    | Sœur Frances                            |            |            |            |            |            |            |            | Principale |
| Georgie Glen                       | Miss Higgins                            |            |            |            |            |            |            |            | Récurrente |
| Miriam Margolyes                   | Mere Mildred                            |            |            |            |            |            |            |            | Récurrente |

## Épisodes

### Première saison (2012)
1. Une novice au couvent (Concussed, Nonplussed) - Jenny une jeune femme arrive aux couvent de Sœur Julienne, elle accueille part Sœur Monica Joan vielle sœur qui aime les gâteaux.  Jenny vois vite que la vie d´une mère va d'enfants en enfants en aident une jeune femme qui va avoir son 14 éme enfants avoir ue une seule fois ses règles . Elle va voir aussi que les habitants ne sont toujours aussi confrontable pour des naissance.
2. Bienvenue Chummy (The Browne Incident) - Chummy Browne une femme accès grande vient d'arriver comme sage-femme elle a beaucoup de mal au début elle va vite se faire accepter quand elle va aider une femme à mettre son bébé au monde quand lenfant vient par le siège. Tend Jenny va aider une jeune prostituée Cristy âgée de 14 ans qui est enceinte et veut avoir son bébé en sécurité la jeune sera obligée de se séparer de son bébé Kathelyn ce qui va la mettre en dépression total.
3. Le Secret de l'amour (Maybe a Baby) - Jenny vien aidé une femme qui  avait déjà perdu son bébé mort né 1 an avent elle peur de reprendre son bébé la naissance vien une merveille fille vient aux monde pleine santé. Temp dit que jeune Cristy va juste voler l´enfant du couplé es l´appelle comment sa fille  en pleine dépression elle cache le bébé aux  dessus des escaliers d´un immoble abonné l´officier Peter Noakes la retrouve quand elle vole du lait Jenny vien l´aidé est récupérer la petite les parents voulant porter plainte et condamné Jenny va raconter l´histoire jeune mère ne veut la poursuivi.
4. L'Âme sœur (Baby Snatcher) Résumé Un frère  et une sœur étai séparés dans l´enfance des années plus tard il se retrouve et se marie le frère condamné à  mourir ne veut pas laisse sa sœur seule qu'il lui cache sa maladie juste qu´elle le découvre il reste près de lui juste juste son dernier souffle Sœur Julienne et Jenny vien aidé la femme qui refuse de quitter son frère la nuit elle ce donne la mort pendant la nuit.
5. Drôle de patiente (We Are Family)
6. La Vie devant soi (The Adventures of Noakes and Browne)

### Deuxième saison (2013)
La série a été renouvelée pour une deuxième saison de huit épisodes prévue pour la mi-2013 ainsi qu'un épisode spécial diffusé le jour de Noël 2012.
1. L'Enfant de Noël [Part1] Un Noël très particulier [Part2] (Christmas Special) Résume une jeune fille  de bonne famille et enceinte es cachée sa grossesse à  tous le monde mais Chummy Browne supporte quelque chose chez jeune fille,  Chummy aidé pour le spectacle de Noël et demande à la jeune de chante elle accepte le 23 décembre jeune fille perd l´os et part la nuit accoucher et mettre au monde un garçon elle va vite déposer devant la porte du couvent on petit matin Cynthia vien le bébé froid toujours en vie elle recherche désespérément la mère de l´enfant sens succe.  La vielle du spectacle la jeune fille tombe parter es à vous tous à Chummy comment les parents va t´ils réagi à cette annonce.
2. La Fille du capitaine (Let Down by Men) Résumé Trixe  et Sœur Monica Joan vien en aide une jeune suédois donc le père lui-même a du communiquer avec Trixe et Sœur Monica Joan vont être utiles .
3. L'Ombre d'un doute (Right for the Job) Résumé  Cynthia mais on monde un petit garçon en pleine santé,  le lendemain Cynthia vien voire l´enfant et la mère l´enfant et bleu es respirer plus Cynthia essayer tous l´enfant es déjà parti le père accuse Cynthia de avoir fait quelque chose à son bébé en vue qu'elle aurait bu un verre Cynthia et mis sur compte juste cas les annalixe relatives Cynthia innocent.
4. Âmes-sœurs (Torn Between the Two)
5. L'Épreuve (The Courage to Love)
6. Pilule amère (Épisode 5)
7. In extremis (Épisode 6)
8. Terre d'exil, terre d'accueil (Épisode 7)
9. Adieu Saint-Nonnatus (Épisode 8)

### Troisième saison (2014)
La série a été renouvelée pour une troisième saison de huit épisodes qui a débuté en janvier 2014, ainsi qu'un épisode spécial diffusé le jour de Noël 2013.
1. Chaos de Noël [Part1] Chaos de Noël [Part2] (Christmas Special)
2. Une maladie mystérieuse (Épisode 1)
3. Accouchements sans douleur ! (Épisode 2)
4. Des sages-femmes en prison (Épisode 3)
5. À cœur fermé (Épisode 4)
6. Un amour pas comme les autres (Épisode 5)
7. Souvenir de guerre (Épisode 6)
8. Blessure d'enfance (Épisode 7)
9. Mères et filles (Épisode 8)

### Quatrième saison (2015)
La BBC a annoncé le 28 février 2014 que la série reviendra pour une quatrième saison de huit épisodes en 2015.
1. Le Choix de Cynthia [Part1] Le Choix de Cynthia [Part2] (Christmas Special)
2. Terre d'asile (Épisode 1)
3. L'Amour silencieux (Épisode 2)
4. Un homme charmant (Épisode 3)
5. La Force des femmes (Épisode 4)
6. Les Démons du passé (Épisode 5)
7. Les Gens du voyage (Épisode 6)
8. Une effroyable erreur (Épisode 7)
9. Le Remède miracle (Épisode 8)

### Cinquième saison (2016)
Peu de temps après la diffusion de la saison 4, la BBC a confirmé le renouvellement de la série pour une cinquième saison. Elle est diffusée depuis le 17 janvier 2016.
1. Un Noël moderne [Part1] Un Noël moderne [Part2] (Christmas Special)
2. La Phocomélie (Épisode 1)
3. La Vie avant tout (Épisode 2)
4. La Fièvre typhoïde (Épisode 3)
5. Projet d'avenir (Épisode 4)
6. Être à la hauteur (Épisode 5)
7. Premières vacances (Épisode 6)
8. Une avancée révolutionnaire (Épisode 7)
9. La Fiancée du bout du monde (Épisode 8)

### Sixième saison (2017)
En décembre 2015, Tony Hall, directeur général de la BBC, annonce un épisode spécial Noël 2016 ainsi qu'une saison 6 de huit épisodes, prévu pour 2017. L'épisode spécial Noël se déroulera dans un hôpital missionnaire en Afrique du Sud.
La saison sera marquée par la grossesse de Shelagh, l'état psychologique de sœur Mary Cinthia, la nouvelle sage-femme Dyer ancienne infirmière de l'armée, et de la réforme du couvent de Saint-Nonnatus sous la direction de sœur Ursula.
1. Un Noël en Afrique du Sud [Part1–Part2] (Christmas Special)
2. La Nouvelle Supérieure (Épisode 1)
3. Petits et grands miracles (Épisode 2)
4. Excès de discipline (Épisode 3)
5. Adoption (Épisode 4)
6. Le Lien invisible (Épisode 5)
7. Temps de crise (Épisode 6)
8. Cas de conscience (Épisode 7)
9. Le Tourbillon de l'amour (Épisode 8)

### Septième saison (2018)
Après l'épisode de Noël 2017, les huit épisodes sont diffusés à partir du 21 janvier 2018.
La saison débute avec l'arrivée d'une nouvelle sage-femme, Lucille Anderson, venue de Jamaïque.
1. Christmas Special
2. Épisodes 1 à 8.

### Huitième saison (2019)
Après l'épisode de Noël 2018, les huit épisodes sont diffusés à partir du 13 janvier 2019.
La saison est marquée par plusieurs avortements clandestins.
1. Christmas Special
2. Épisodes 1 à 8.

### Neuvième saison (2020)
Après l'épisode de Noël 2019, les huit épisodes sont diffusés à partir du 5 janvier 2020.
1. Christmas Special (décembre 2019)
2. Épisodes 1 à 8

### Dixième saison (2021)
Après l'épisode de Noël 2020, les sept épisodes sont diffusés à partir du 18 avril 2021.
1. Christmas Special (décembre 2020)
2. Épisodes 1 à 7

### Onzième saison (2022)
Après l'épisode de Noël 2021, les huit épisodes sont diffusés à partir du 2 janvier 2022.
1. Christmas Special (décembre 2021)
2. Épisodes 1 à 8

### Douzième saison (2023)
Après l'épisode de Noël 2022, les huit épisodes sont diffusés à partir du 1er janvier 2023.
1. Christmas Special (décembre 2022)
2. Épisodes 1 à 8

### Treizième saison (2024)
Après l'épisode de Noël 2023, les huit épisodes sont diffusés du 7 janvier 2024 au 3 mars 2024.
1. Christmas Special (décembre 2023)
2. Épisodes 1 à 8

### Quatorzième saison (2025)
Après l'épisode en 2 parties de Noël 2024, les sept épisodes sont diffusés à partir du 5 janvier 2025.
1. Christmas Special: Part 1 (25 décembre 2024)
2. Christmas Special: Part 2 (26 décembre 2024)
3. Épisodes 1 à 7

## Distinctions
(décembre 2020).
| Année | Prix                                       | Catégorie                                                                                        | Bénéficiaire               | Résultat   |
| ----- | ------------------------------------------ | ------------------------------------------------------------------------------------------------ | -------------------------- | ---------- |
| 2012  | British Academy Television Craft Awards    | Best Costume Design                                                                              | Amy Roberts                | Nomination |
| 2012  | British Academy Television Awards          | Best Supporting Actress                                                                          | Miranda Hart               | Nomination |
| 2012  | Prix Europa                                | Best Épisode of a TV Fiction Series or Serial                                                    | Call the Midwife           | Nomination |
| 2012  | Prix Europa                                | TV Fiction                                                                                       | Call the Midwife           | Nomination |
| 2012  | TV Choice Awards UK (en)                   | Best Actress                                                                                     | Miranda Hart               | Lauréat    |
| 2012  | TV Choice Awards UK (en)                   | Best New Drama                                                                                   | Call the Midwife           | Lauréat    |
| 2013  | National Television Awards                 | Drama Performance: Female                                                                        | Miranda Hart               | Lauréat    |
| 2013  | Television and Radio Industries Club Award | Drama Programme of the Year                                                                      | Call the Midwife           | Lauréat    |
| 2013  | Royal Television Society                   | Best Drama Series                                                                                | Call the Midwife           | Nomination |
| 2013  | Christopher Award (en)                     | TV and Cable Prize                                                                               | Call the Midwife           | Lauréat    |
| 2013  | British Academy Television Craft Awards    | Director - Fiction                                                                               | Philippa Lowthorpe         | Lauréat    |
| 2013  | British Academy Television Craft Awards    | Make up and Hair Design                                                                          | Christine Walmesley-Cotham | Lauréat    |
| 2013  | British Academy Television Awards          | Audience award                                                                                   | Call the Midwife           | Nomination |
| 2013  | TV Choice Awards UK (en)                   | Best Actress                                                                                     | Miranda Hart               | Lauréat    |
| 2013  | TV Choice Awards UK (en)                   | Best Drama Series                                                                                | Call The Midwife           | Nomination |
| 2014  | National Television Awards                 | Drama Performance: Female                                                                        | Miranda Hart               | Nomination |
| 2014  | National Television Awards                 | Best Drama                                                                                       | Call the Midwife           | Nomination |
| 2014  | Satellite Awards                           | Best Actress in a Supporting Role in a Series, Mini-Series or Motion Picture Made for Television | Judy Parfitt               | Nomination |
| 2014  | Television and Radio Industries Club Award | Drama Programme of the Year                                                                      | Call The Midwife           | Nomination |
| 2015  | TV Choice Awards UK (en)                   | Best Family Drama                                                                                | Call The Midwife           | Lauréat    |
| 2016  | Sandford St Martin Trust Awards (en)       | Radio Times Faith Award                                                                          | Call The Midwife           | Lauréat    |
| 2016  | TV Choice Awards UK (en)                   | Best Family Drama                                                                                | Call The Midwife           | Lauréat    |